# 寺中克典
寺中 克典（てらなか かつのり）は、日本のサッカー指導者。

## 来歴
石川県立金沢錦丘高等学校サッカー部出身。
当時のポジションはMF。
卒業後、関西大学に進学。
2012年より、ツエーゲン金沢のアシスタントコーチに就任。下部組織の津幡U-15の監督を兼任した。
2018年12月28日　高円宮杯JFA 第30回全日本U-15サッカー選手権大会にてツエーゲン金沢U-15を準優勝に導く。
本大会は中体連・クラブチームを合わせた中学生年代No,1を決める大会で、石川県勢としても準優勝は初めてとなる快挙。

## 指導歴
- ツエーゲン金沢
  - 津幡U-15 監督
  - 2012年 - 2013年 トップチーム アシスタントコーチ